# Fussball Club Rapperswil-Jona 2018-2019
Questa voce raccoglie le informazioni riguardanti il Fussball Club Rapperswil-Jona nelle competizioni ufficiali della stagione 2018-2019.

## Stagione
Nella stagione 2018-2019 il Rapperswil, allenato da Urs Meier, Stefan Flühmann e Pedro Silva, concluse il campionato di Challenge League al 10º posto e fu retrocesso in Promotion League. In Coppa Svizzera il Rapperswil fu eliminato agli ottavi di finale dal Kriens.

## Rosa
| N. |                                 | Ruolo | Calciatore          |
| -- | ------------------------------- | ----- | ------------------- |
| 1  | Svizzera (bandiera)             | P     | Lars Hunn           |
| 2  | Albania (bandiera)              | D     | Denis Simani        |
| 3  | Svizzera (bandiera)             | D     | Simon Rohrbach      |
| 4  | Svizzera (bandiera)             | D     | Egzon Kllokoqi      |
| 5  | Svizzera (bandiera)             | C     | Manuel Kubli        |
| 6  | Svizzera (bandiera)             | D     | Jonas Elmer         |
| 7  | Serbia (bandiera)               | C     | Merlin Hadzi        |
| 8  | Svizzera (bandiera)             | D     | Roman Güntensperger |
| 9  | Macedonia del Nord (bandiera)   | A     | Egzon Shabani       |
| 10 | Bosnia ed Erzegovina (bandiera) | A     | Aldin Turkeš        |
| 11 | Italia (bandiera)               | C     | Diego Ciccone       |
| 13 | Svizzera (bandiera)             | D     | Jérôme Thiesson     |
| 14 | Svizzera (bandiera)             | C     | Matteo Pasquarelli  |
| 15 | Svizzera (bandiera)             | A     | Nicolas Eberle      |

| N. |                                 | Ruolo | Calciatore           |
| -- | ------------------------------- | ----- | -------------------- |
| 17 | Svizzera (bandiera)             | C     | Pedro Teixeira       |
| 18 | Senegal (bandiera)              | C     | Sangoné Sarr         |
| 19 | Bosnia ed Erzegovina (bandiera) | A     | Kemil Festić         |
| 21 | Svizzera (bandiera)             | C     | Ali Kabacalman       |
| 22 | Svizzera (bandiera)             | D     | Nikola Marinković    |
| 23 | Svizzera (bandiera)             | C     | Maren Haile-Selassie |
| 24 | Kosovo (bandiera)               | C     | Lavdrim Rexhepi      |
| 25 | Liechtenstein (bandiera)        | A     | Yanik Frick          |
| 26 | Svizzera (bandiera)             | P     | Diego Yanz           |
| 27 | Serbia (bandiera)               | A     | Ilir Zenuni          |
| 28 | Tunisia (bandiera)              | C     | Stéphane Nater       |
| 29 | Svizzera (bandiera)             | D     | Joël Schmied         |
| 39 | Svizzera (bandiera)             | P     | Simon Fischer        |

## Organigramma societario
Area tecnica
- Allenatore: Pedro Silva
- Allenatore in seconda: Stefan Flühmann, Daniel Hasler
- Preparatore dei portieri:
- Preparatori atletici:

## Calciomercato

### Sessione estiva
| Acquisti | Acquisti           | Acquisti           | Acquisti |
| R.       | Nome               | da                 | Modalità |
| -------- | ------------------ | ------------------ | -------- |
| P        | Calvin Heim        | Zurigo II          |          |
| C        | Lavdrim Rexhepi    | Zurigo             |          |
| D        | Joël Schmied       | Breitenrain        |          |
| P        | Janis Truniger     | Grasshoppers U18   |          |
| A        | Yahya Boumediene   | Dordrecht          |          |
| A        | Kemil Festić       | Zugo               |          |
| A        | Genc Krasniqi      | Kosova Zurigo      |          |
| D        | Silvan Gönitzer    | San Gallo          |          |
| C        | Merlin Hadzi       | Young Boys II      |          |
| C        | Diego Ciccone      | Vaduz              |          |
| D        | Giovanni Giallongo | Rapperswil-Jona II |          |
| P        | Andrea Guatelli    | Utd Zurigo         |          |
| C        | Matteo Pasquarelli | Wohlen             |          |

| Cessioni | Cessioni           | Cessioni         | Cessioni |
| R.       | Nome               | a                | Modalità |
| -------- | ------------------ | ---------------- | -------- |
| P        | Janis Truniger     | Grasshoppers U18 |          |
| D        | Pedro Pacheco      | Basilea          |          |
| C        | Julio Teixeira     | YF Juventus      |          |
| A        | Genc Krasniqi      | Tuggen           |          |
| D        | Giovanni Giallongo | Linth 04         |          |
| P        | Novem Baumann      | Zurigo           |          |
| C        | Valon Fazliu       | Lugano           |          |
| D        | Kim Jaggy          | Tuggen           |          |
| A        | Dennis Salanović   | Thun             |          |
| D        | Berkay Sülüngöz    | Vaduz            |          |
| A        | Célien Wicht       | Cham             |          |

### Sessione invernale
| Acquisti | Acquisti             | Acquisti      | Acquisti |
| R.       | Nome                 | da            | Modalità |
| -------- | -------------------- | ------------- | -------- |
| A        | Nicolas Eberle       | Brühl         |          |
| D        | Nikola Marinković    | Young Boys II |          |
| C        | Sangoné Sarr         | Zurigo        |          |
| D        | Jérôme Thiesson      | Minnesota Utd |          |
| C        | Pedro Teixeira       | Young Boys    |          |
| C        | Ali Kabacalman       | Chiasso       |          |
| C        | Maren Haile-Selassie | Zurigo        |          |
| P        | Lars Hunn            | Grasshoppers  |          |

| Cessioni | Cessioni           | Cessioni        | Cessioni |
| R.       | Nome               | a               | Modalità |
| -------- | ------------------ | --------------- | -------- |
| A        | Haris Samardzic    | Wohlen          |          |
| D        | Anis Ramčilović    | Velež Mostar    |          |
| P        | Tomislav Vranjes   | Grasshoppers II |          |
| D        | Silvan Gönitzer    | San Gallo       |          |
| D        | Michel Morganella  | Padova          |          |
| A        | Denis Agushi       | Linth 04        |          |
| D        | Francesco Amendola | Linth 04        |          |
| P        | Calvin Heim        | Zurigo II       |          |

## Risultati

### Challenge League

#### Prima fase, girone di andata
| Arbitro: | Hänni |

|                                         |           |  |
| Simani 37’ Shabani 66’ Elmer 90’ (rig.) | Marcatori |  |

| Arbitro: | Dudic |

|              |           |                               |
| Chihadeh 73’ | Marcatori | 4’, 28’, 49’ Turkeš 44’ Kubli |

| Arbitro: | Piccolo |

|  |           |                                                   |
|  | Marcatori | 1’ Isik 7’ (aut.) Rohrbach 48’ Doumbia 83’ Seferi |

| Arbitro: | Gut |

|               |           |  |
| Dominguez 88’ | Marcatori |  |

| Arbitro: | Jancevski |

|                         |           |           |
| Turkeš 21’ Kllokoqi 56’ | Marcatori | 71’ Tadić |

| Arbitro: | Horisberger |

|                              |           |              |
| Simani 45’ Turkeš 51’ (rig.) | Marcatori | 77’ Ramadani |

| Arbitro: | Schärli |

|                       |           |           |
| Rahimi 38’ Audino 63’ | Marcatori | 78’ Hadzi |

| Arbitro: | Wolfensberger |

|  |           |           |
|  | Marcatori | 62’ Hadzi |

| Arbitro: | Staubli |

|            |           |              |
| Turkeš 89’ | Marcatori | 43’ Alphonse |

#### Prima fase, girone di ritorno
| Arbitro: | Cibelli |

|             |           |  |
| Qollaku 39’ | Marcatori |  |

| Arbitro: | Schärli |

|                |           |                   |
| Boumediene 90’ | Marcatori | 10’, 72’ Siegrist |

| Arbitro: | Cibelli |

|                 |           |                     |
| Turkeš 55’, 87’ | Marcatori | 37’ Zeqiri 61’ Rapp |

| Arbitro: | Jaccottet |

|                                          |           |                              |
| Sliskovic 11’ Isik 36’ Seferi 62’ (rig.) | Marcatori | 49’ Turkeš 90’ Güntensperger |

| Arbitro: | Horisberger |

|                                          |           |  |
| Maierhofer 8’, 15’ Morganella 24’ (aut.) | Marcatori |  |

| Arbitro: | Tschudi |

|  |           |                       |
|  | Marcatori | 62’ von Niederhäusern |

| Arbitro: | Jancevski |

|                                   |           |                                      |
| Muntwiler 6’ Gajić 65’ Dossou 79’ | Marcatori | 30’ Shabani 38’ Rexhepi 90’ Kllokoqi |

| Arbitro: | Gut |

|  |           |                           |
|  | Marcatori | 51’ Padula 64’ Milinceanu |

| Arbitro: | Cibelli |

|                                                                   |           |             |
| Schmied 51’ (aut.) Schalk 57’ (rig.) Follonier 89’ Stevanović 90’ | Marcatori | 43’ Rexhepi |

#### Seconda fase, girone di andata
| Arbitro: | Horisberger |

|                       |           |  |
| Radice 13’ Seferi 89’ | Marcatori |  |

| Arbitro: | Dudic |

|             |           |                      |
| Schmied 69’ | Marcatori | 6’ Tasar 86’ Neumayr |

| Arbitro: | Cibelli |

|             |           |  |
| N'Ganga 84’ | Marcatori |  |

| Arbitro: | Erlachner |

|                   |           |  |
| Teixeira 41’, 90’ | Marcatori |  |

| Arbitro: | Schärli |

|                                             |           |  |
| Turkeš 28’, 54’ Haile-Selassie 63’ Sarr 78’ | Marcatori |  |

| Arbitro: | Jancevski |

|                            |           |            |
| Sulejmani 33’ Chihadeh 54’ | Marcatori | 48’ Turkeš |

| Arbitro: | von Mandach |

|                    |           |                         |
| Haile-Selassie 34’ | Marcatori | 90’ Chagas 90’ Wüthrich |

| Arbitro: | Wolfensberger |

|                             |           |                         |
| Gajić 8’, 84’ Muntwiler 90’ | Marcatori | 27’ Kllokoqi 34’ Simani |

| Jona 3 aprile 2019, ore 20:00 CEST 27ª giornata | Rapperswil-Jona | 0 – 0 referto | Chiasso | Stadio Grünfeld (1 520 spett.)\| Arbitro: \| San \| |
| Arbitro:                                        | San             |               |         |                                                     |

#### Seconda fase, girone di ritorno
| Arbitro: | Cibelli |

|  |           |          |
|  | Marcatori | 5’ Koura |

| Arbitro: | Piccolo |

|  |           |                       |
|  | Marcatori | 72’ Shabani 90’ Kubli |

| Arbitro: | Jancevski |

|                                                 |           |            |
| Sarr 10’ Turkeš 19’ Pasquarelli 54’ Shabani 71’ | Marcatori | 62’ Bühler |

| Arbitro: | Cibelli |

|             |           |            |
| Lombardi 4’ | Marcatori | 44’ Turkeš |

| Arbitro: | Horisberger |

|              |           |  |
| Kllokoqi 78’ | Marcatori |  |

| Arbitro: | Erlachner |

|                          |           |           |
| Padula 42’ Josipovic 47’ | Marcatori | 59’ Kubli |

| Arbitro: | Schärli |

|                                                          |           |                              |
| Stevanović 41’, 47’ Cespedes 50’ Rouiller 53’ Chagas 70’ | Marcatori | 57’, 78’ Turkeš 88’ Teixeira |

| Arbitro: | Schärli |

|           |           |                                                 |
| Hadzi 85’ | Marcatori | 49’, 64’ Sliskovic 63’ Radice 81’ (rig.) Arnold |

| Arbitro: | Fähndrich |

|                |           |  |
| Maierhofer 65’ | Marcatori |  |

### Coppa Svizzera
| Arbitro: | Horisberger |

|  |           |                                                  |
|  | Marcatori | 62’, 70’ Turkeš 69’ Nater 85’ Hadzi 89’ Krasniqi |

| Arbitro: | Wolfensberger |

|                         |           |                                       |
| Castaño 54’ Bühler 112’ | Marcatori | 74’ Rohrbach 105’ Festić 118’ Shabani |

| Jona 1º novembre 2018, ore 19:30 CET Ottavi di finale                            | Rapperswil-Jona | 1 – 4 referto                       | Kriens | Stadio Grünfeld (1 680 spett.) |
| \| \| \| \| \| Turkeš 84’ \| Marcatori \| 29’, 54’, 74’ Chihadeh 80’ Siegrist \| |                 |                                     |        |                                |
|                                                                                  |                 |                                     |        |                                |
| Turkeš 84’                                                                       | Marcatori       | 29’, 54’, 74’ Chihadeh 80’ Siegrist |        |                                |

## Statistiche

### Statistiche di squadra
| Competizione     | Punti | In casa | In casa | In casa | In casa | In casa | In casa | In trasferta | In trasferta | In trasferta | In trasferta | In trasferta | In trasferta | Totale | Totale | Totale | Totale | Totale | Totale | DR  |
| Competizione     | Punti | G       | V       | N       | P       | Gf      | Gs      | G            | V            | N            | P            | Gf           | Gs           | G      | V      | N      | P      | Gf     | Gs     | DR  |
| ---------------- | ----- | ------- | ------- | ------- | ------- | ------- | ------- | ------------ | ------------ | ------------ | ------------ | ------------ | ------------ | ------ | ------ | ------ | ------ | ------ | ------ | --- |
| Challenge League | 35    | 18      | 7       | 3       | 8       | 25      | 24      | 18           | 3            | 2            | 13           | 22           | 35           | 36     | 10     | 5      | 21     | 47     | 59     | -12 |
| Coppa Svizzera   | -     | 1       | 0       | 0       | 1       | 1       | 4       | 2            | 2            | 0            | 0            | 8            | 2            | 3      | 2      | 0      | 1      | 9      | 6      | +3  |
| Totale           | 35    | 19      | 7       | 3       | 9       | 26      | 28      | 20           | 5            | 2            | 13           | 30           | 37           | 39     | 12     | 5      | 22     | 56     | 65     | -9  |

### Andamento in campionato
| Giornata  | 1 | 2 | 3 | 4 | 5 | 6 | 7 | 8 | 9 | 10 | 11 | 12 | 13 | 14 | 15 | 16 | 17 | 18 | 19 | 20 | 21 | 22 | 23 | 24 | 25 | 26 | 27 | 28 | 29 | 30 | 31 | 32 | 33 | 34 | 35 | 36 |
| --------- | - | - | - | - | - | - | - | - | - | -- | -- | -- | -- | -- | -- | -- | -- | -- | -- | -- | -- | -- | -- | -- | -- | -- | -- | -- | -- | -- | -- | -- | -- | -- | -- | -- |
| Luogo     | C | T | C | T | C | C | T | T | C | T  | C  | C  | T  | T  | C  | T  | C  | T  | T  | C  | T  | C  | C  | T  | C  | T  | C  | C  | T  | C  | T  | C  | T  | T  | C  | T  |
| Risultato | V | V | P | P | V | V | P | V | N | P  | P  | N  | P  | P  | P  | N  | P  | P  | P  | P  | P  | V  | V  | P  | P  | P  | N  | P  | V  | V  | N  | V  | P  | P  | P  | P  |
| Posizione | 1 | 1 | 4 | 5 | 4 | 3 | 3 | 3 | 3 | 4  | 5  | 5  | 6  | 7  | 7  | 7  | 8  | 8  | 8  | 10 | 10 | 10 | 8  | 9  | 10 | 10 | 10 | 10 | 10 | 9  | 9  | 7  | 7  | 9  | 9  | 10 |

Legenda:

Luogo: C = Casa; T = Trasferta. Risultato: V = Vittoria; N = Pareggio; P = Sconfitta.

### Statistiche dei giocatori
| Giocatore         | Challenge League | Challenge League | Challenge League | Challenge League | Coppa Svizzera | Coppa Svizzera | Coppa Svizzera | Coppa Svizzera | Totale   | Totale | Totale      | Totale     |
| Giocatore         | Presenze         | Reti             | Ammonizioni      | Espulsioni       | Presenze       | Reti           | Ammonizioni    | Espulsioni     | Presenze | Reti   | Ammonizioni | Espulsioni |
| ----------------- | ---------------- | ---------------- | ---------------- | ---------------- | -------------- | -------------- | -------------- | -------------- | -------- | ------ | ----------- | ---------- |
| Y. Boumediene     | 8                | 1                | 0                | 0                | 0              | 0              | 0              | 0              | 8        | 1      | 0           | 0          |
| D. Ciccone        | 15               | 0                | 2                | 0                | 2              | 0              | 0              | 0              | 17       | 0      | 2           | 0          |
| N. Eberle         | 3                | 0                | 0                | 0                | 0              | 0              | 0              | 0              | 3        | 0      | 0           | 0          |
| J. Elmer          | 31               | 1                | 7                | 0                | 3              | 0              | 1              | 0              | 34       | 1      | 8           | 0          |
| K. Festić         | 15               | 0                | 4                | 0                | 3              | 1              | 0              | 0              | 18       | 1      | 4           | 0          |
| S. Fischer        | 0                | 0                | 0                | 0                | 0              | 0              | 0              | 0              | 0        | 0      | 0           | 0          |
| Y. Frick          | 5                | 0                | 0                | 0                | 0              | 0              | 0              | 0              | 5        | 0      | 0           | 0          |
| A. Guatelli       | 6                | 0                | 0                | 0                | 1              | 0              | 0              | 0              | 7        | 0      | 0           | 0          |
| S. Gönitzer       | 10               | 0                | 0                | 0                | 1              | 0              | 0              | 0              | 11       | 0      | 0           | 0          |
| R. Güntensperger  | 26               | 1                | 4                | 0                | 3              | 0              | 1              | 0              | 29       | 1      | 5           | 0          |
| M. Hadzi          | 22               | 3                | 6                | 0                | 3              | 1              | 1              | 0              | 25       | 4      | 7           | 0          |
| M. Haile-Selassie | 18               | 2                | 2                | 0                | 0              | 0              | 0              | 0              | 18       | 2      | 2           | 0          |
| C. Heim           | 1                | 0                | 0                | 0                | 0              | 0              | 0              | 0              | 1        | 0      | 0           | 0          |
| L. Hunn           | 1                | 0                | 0                | 0                | 0              | 0              | 0              | 0              | 1        | 0      | 0           | 0          |
| A. Kabacalman     | 5                | 0                | 0                | 0                | 0              | 0              | 0              | 0              | 5        | 0      | 0           | 0          |
| M. Kleiber        | 10               | 0                | 0                | 0                | 1              | 0              | 0              | 0              | 11       | 0      | 0           | 0          |
| E. Kllokoqi       | 24               | 4                | 5                | 0                | 2              | 0              | 1              | 0              | 26       | 4      | 6           | 0          |
| G. Krasniqi       | 0                | 0                | 0                | 0                | 1              | 1              | 0              | 0              | 1        | 1      | 0           | 0          |
| M. Kubli          | 30               | 3                | 4                | 0                | 2              | 0              | 1              | 0              | 32       | 3      | 5           | 0          |
| N. Marinković     | 2                | 0                | 0                | 0                | 0              | 0              | 0              | 0              | 2        | 0      | 0           | 0          |
| M. Morganella     | 6                | 0                | 2                | 0                | 1              | 0              | 0              | 0              | 7        | 0      | 2           | 0          |
| S. Nater          | 19               | 0                | 1                | 0                | 3              | 1              | 1              | 0              | 22       | 1      | 2           | 0          |
| M. Pasquarelli    | 27               | 1                | 6                | 0                | 2              | 0              | 0              | 0              | 29       | 1      | 6           | 0          |
| A. Ramčilović     | 0                | 0                | 0                | 0                | 0              | 0              | 0              | 0              | 0        | 0      | 0           | 0          |
| L. Rexhepi        | 13               | 2                | 2                | 1                | 0              | 0              | 0              | 0              | 13       | 2      | 2           | 1          |
| S. Rohrbach       | 23               | 0                | 4                | 0                | 3              | 1              | 0              | 0              | 26       | 1      | 4           | 0          |
| H. Samardzic      | 4                | 0                | 0                | 0                | 0              | 0              | 0              | 0              | 4        | 0      | 0           | 0          |
| S. Sarr           | 15               | 2                | 2                | 0                | 0              | 0              | 0              | 0              | 15       | 2      | 2           | 0          |
| J. Schmied        | 18               | 1                | 5                | 0                | 0              | 0              | 0              | 0              | 18       | 1      | 5           | 0          |
| E. Shabani        | 34               | 4                | 2                | 0                | 2              | 1              | 0              | 0              | 36       | 5      | 2           | 0          |
| D. Simani         | 33               | 3                | 12               | 0                | 3              | 0              | 0              | 0              | 36       | 3      | 12          | 0          |
| P. Teixeira       | 15               | 3                | 2                | 0                | 0              | 0              | 0              | 0              | 15       | 3      | 2           | 0          |
| J. Thiesson       | 12               | 0                | 4                | 0                | 0              | 0              | 0              | 0              | 12       | 0      | 4           | 0          |
| J. Truniger       | 1                | 0                | 0                | 0                | 0              | 0              | 0              | 0              | 1        | 0      | 0           | 0          |
| A. Turkeš         | 34               | 16               | 5                | 0                | 3              | 3              | 0              | 0              | 37       | 19     | 5           | 0          |
| T. Vranjes        | 4                | 0                | 0                | 0                | 0              | 0              | 0              | 0              | 4        | 0      | 0           | 0          |
| D. Yanz           | 25               | 0                | 3                | 0                | 2              | 0              | 0              | 0              | 27       | 0      | 3           | 0          |
| I. Zenuni         | 16               | 0                | 2                | 0                | 2              | 0              | 0              | 0              | 18       | 0      | 2           | 0          |